# Jak and Daxter
Jak and Daxter ist eine Videospielreihe, die von Naughty Dog für die PlayStation 2 entwickelt wurde. Die Reihe wurde nach den beiden Protagonisten benannt. Das erste Spiel der Reihe, Jak and Daxter: The Precursor Legacy, erschien Ende 2001 und zog zwei direkte Fortsetzungen nach sich, zwei Ableger der Serie wurden ebenfalls veröffentlicht.

## Besonderheiten der Serie
Jak and Daxter erregte bereits während der Entwicklung als neues Spiel der Crash-Bandicoot-Entwickler große Aufmerksamkeit. Besonders ist die Technik hinter dem Spiel, die neben Animationen ein Stream-System bietet, das nicht nur den gegenwärtigen Levelabschnitt, sondern auch kleine Versionen der entfernten Umgebung laden kann. So wird in Verbindung mit einem LOD-System eine hohe Sichtweite ermöglicht und Ladepausen entfallen. Die Technologie der Jak-Spiele wird auch in der Ratchet-&-Clank-Reihe eingesetzt.

## Spielprinzip der Serie
Auch wenn es in der Spielmechanik zwischen den Spielen große Unterschiede und auch eine Genre-Abweichung durch das Rennspiel Jak X gibt, teilen sie einige Spielmechanik-Elemente.
Die Jak-and-Daxter-Serie ist hauptsächlich dem Jump-’n’-Run-Genre zuzuordnen. Vom Spieler wird verlangt, die Spielfiguren durch verschiedene Level laufen und springen zu lassen und dabei Gegnern auszuweichen oder diese zu beseitigen. Die Spielfigur kann dabei nur wenige Treffer hinnehmen, bevor sie besiegt wird (Game over). Verlorene Gesundheitspunkte können durch sogenanntes grünes Eco wiederhergestellt werden. Jak kann einige Spezialattacken und verschiedene Sprünge ausführen. Stellenweise wird in den Spielen verlangt, zu schießen und Rennen zu fahren. Des Weiteren gibt es auch Minispiele, in denen man zum Beispiel Fische fangen muss.

## Jak and Daxter: The Precursor Legacy
Der erste Teil der Serie wurde im Dezember 2001 veröffentlicht. Die 13 Level gehen direkt ineinander über und bilden eine einzige, große Welt. Mit Doppelsprüngen und verschiedenen Angriffen kann sich das Spiel von üblichen Jump-’n’- Runs abheben. Einige Rennsequenzen lockern das Spielgeschehen auf. In diesem Teil kann der Protagonist Jak nicht sprechen.
Das Spiel beginnt mit der Vorgeschichte zur eigentlichen Handlung – Jak und Daxter fahren, entgegen der Warnungen von Samos, dem grünen Eco-Weisen, mit einem Fischerboot zur düsteren Nebelinsel, wo sie Zeugen einer Invasion der Lurker werden, die einen Angriff auf ihr Dorf planen. Am Becken aus dunklem Eco werden beide von einem Lurker angegriffen, wodurch Daxter ins Becken fällt und in ein Ottsel, eine Mischung aus Otter und Wiesel, verwandelt wird. Nach ihrer Rückkehr erzählt Samos, dass Daxter nur durch die Hand von Gol Acheron seine ursprüngliche Form zurückerhalten kann. Gol Acheron ist der Herr des dunklen Eco, welcher weit im Norden lebt. Zunächst scheint eine Reise in Richtung Norden aussichtslos, da der einzige Weg durch den gefährlichen Feuer-Canyon führt. Samos’ Tochter Keira arbeitet jedoch an einem A-Grav-Zoomer, einem fliegenden Gerät, welches mit 20 Energiezellen der Hitze widerstehen könnte.
Der Spieler kann sich, nachdem er am Felsgeysir, einem Tutorial-Gebiet, kurz in das Spiel eingeführt wurde, frei innerhalb des ersten Spielabschnitts bewegen. Dieser besteht aus dem Sanddorf, dem Wächterstrand, dem verbotenen Dschungel sowie der etwas abgelegenen Nebelinsel. In jedem Gebiet kann man sich durch Aufgaben von z. B. den Dorfbewohnern sowie durch das Sammeln von Precursor-Orbs eine Energiezelle verdienen. Manche Energiezellen sind auch in der freien Natur verteilt. Hat man schließlich 20 Energiezellen zusammen, muss man das Ende des Feuer-Canyons erreichen, um in den zweiten Spielabschnitt zu kommen. Dieser besteht aus dem Felsdorf, der verlorenen Precursor-Stadt, dem Precursor-Becken und dem Sumpf. Hier wird offenkundig, dass der blaue Weise entführt wurde und dass das Felsdorf von dem Lurkermonster Klaww mit brennenden Felsblöcken bombardiert wird. Einer dieser Felsblöcke versperrt den weiteren Weg nach Norden durch den Gebirgspass, sodass weitere 25 (insgesamt 45) Energiezellen zu sammeln sind, um die Lasermaschine, die die Felsblöcke entfernen kann, zu aktivieren. Nach Erreichen dieses Ziels muss man Klaww besiegen und den nicht ungefährlichen Gebirgspass wie den Feuer-Canyon unbeschadet überfliegen, um den dritten und letzten Spielabschnitt zu erreichen, den Vulkankrater, die Heimat des roten Weisen, der ebenfalls entführt wurde. Hier kommt ans Licht, dass Gol Acheron, der Einzige, der Daxter zurückverwandeln konnte, zusammen mit seiner Schwester Maia die Invasion der Lurker anführt. Neben dem Vulkankrater gibt es als angrenzende Gebiete noch die Spinnenhöhle und das Schneegebirge. Um durch das Lava-Rohr zum endgültigen Ziel, der Zitadelle von Gol und Maia, zu gelangen, sind für den A-Grav-Zoomer weitere 27 (insgesamt 72) Energiezellen nötig. Nachdem man diese gesammelt und das Lava-Rohr erfolgreich durchquert hat, wird man am Ziel überrascht, dass auch Samos gefangen genommen wurde. Doch Jak gelingt es, alle Weisen zu befreien, und es kommt zu einem Kampf gegen einen riesigen Roboter, den Gol und Maia konstruiert haben. Dabei entsteht aus einer Vereinigung aller Eco-Sorten helles Eco. Obwohl das helle Eco in der Lage wäre, Daxter zurückzuverwandeln, willigt dieser schließlich ein, dass Jak es dazu verwendet, den Roboter endgültig zu zerstören und damit die Welt zu retten.

## Jak II: Renegade
Der Nachfolger wurde spielerisch stark modifiziert und erhielt eine dunklere Grundstimmung. Den Mittelpunkt des Geschehens bildet eine große Stadt (Haven City), in der Missionen ähnlich wie bei Open-World-Spielen wie beispielsweise der GTA-Reihe angenommen werden. In den Missionen treten die Rennsequenzen stärker in den Vordergrund, während die Jump-’n’-Run-Missionen sich durch massiven Waffeneinsatz vom Vorgänger unterscheiden. Im Gegensatz zum Vorgänger kann Jak in diesem Spiel sprechen. Kritisiert wurde einzig der hohe Schwierigkeitsgrad des Spieles mit nur wenigen Rücksetzpunkten in den Missionen.

### Handlung
In diesem Teil wird erzählt, wie Jak und seine Freunde Daxter, Keira und Samos durch eine Maschine in eine geheimnisvolle Stadt, Haven City, teleportiert werden, die vom grausamen Baron Praxis regiert wird und in einen Krieg gegen die Metallschädel verwickelt ist. Samos und Keira sind vorerst verschollen.
Jak wurde von Erol verhaftet und es vergehen zwei Jahre, bis Daxter es schafft, Jak zu befreien. Im Gefängnis wurde mit dunklem Eco an ihm experimentiert, wodurch er in der Lage ist, sich in den Dunklen Jak zu verwandeln. Im Laufe des Spiels kann man sich in ihn verwandeln, indem man eine bestimmte Anzahl an dunklem Eco sammelt. Nachdem die beiden aus dem Gefängnis ausgebrochen sind, treffen sie einen alten Mann, Kor, und einen kleinen stummen Jungen. Der Mann sagt ihnen, dass die Krimzon-Garde über die Stadt herrsche und Ungerechtigkeit verbreite. Sie sollten sich einer Untergrundbewegung anschließen, die vom sogenannten Schatten geführt wird. Um in den Untergrund zu gelangen, müssen sie erst Missionen für Torn erfüllen.
Im Laufe des Spiels trifft man auch auf weitere Personen, z. B. Krew, einen Bandenführer, für den man Aufträge erledigt, bis man ihn schließlich in einem Kampf tötet; Ashelin, eine Freundin von Torn und Tochter von Praxis; Sig, einem Ödländer, der Jak bei vielen Dingen hilft; Pecker, einem sprechenden Affenvogel, der für Onin, eine alte Wahrsagerin, spricht und der sich oft mit Daxter streitet, und viele andere.
Jak findet auch heraus, dass er in die Zukunft gereist ist. Er findet Keira, die eine Mechanikerin ist, und bekommt von ihr das Jet-Board, damit er für sie Rennen fährt. Dabei trifft er wieder Erol, der nach dem finalen Rennen stirbt, weil er in einen Haufen Fässer fliegt, die mit dunklem Eco gefüllt sind. Jak befreite Samos und den „jungen“ Samos, der sich als Anführer des Untergrunds „der Schatten“ herausstellt.
Der kleine Junge, den sie am Anfang getroffen haben, soll der Erbe von Mar, dem Erbauer der Stadt, gewesen sein, was aus seinem Amulett herzuleiten ist, dem Siegel von Mar. Er soll zwei Prüfungen bestehen. Da der Junge zu jung ist, erledigt Jak diese für ihn und erhält als Belohnung einen Precursor-Stein. Doch Baron Praxis kommt in diesem Moment und stiehlt den Stein, um damit eine Bombe bauen zu können, die das Metallschädelnest zerstören soll.
Als die Metallschädel in die Stadt eindringen, stellt sich heraus, dass Kor der Metallschädelanführer ist. Er tötet Baron Praxis. Keira hat eine neue Zeitmaschine gebaut. Samos und die Lurker bringen die Zeitmaschine zum Metallschädelnest, wohin sich auch Jak begibt. Dort wartet Kor auf ihn und hält den kleinen Jungen gefangen. Er erklärt Jak, dass der kleine Junge Jak selbst ist. Jak tötet Kor, und der junge Jak sowie der junge Samos reisen wieder in die Vergangenheit, wo sich das Szenario aus dem ersten Teil abspielt. Am Ende feiern alle, und der tot geglaubte Sig kehrt zurück. Es endet mit einem Feuerwerk.

## Jak 3
Der dritte Teil der Serie ist ein direkter Nachfolger von Jak 2. Das Spielprinzip gleicht im Wesentlichen dem des Vorgängers. Die Hauptfigur Jak und sein Freund Daxter werden in diesem Teil der Trilogie in die Wüste verbannt. Hier gibt es als Fortbewegungsmittel acht Fahrzeuge und in der Stadt Spargus Sprungechsen. Die Entwickler hatten bei der Einführung der Wüste im Sinn, den Spieler nicht mehr mit den verwirrenden und verschlungenen Straßen wie beim 2. Teil einzuengen. Außerdem gibt es mehr Waffen (zwölf statt vier) und Jaks Eco-Kräfte werden häufiger verwendet.

### Handlung
In Haven City herrscht Krieg. Jak wird aufgrund seines Kontakts mit dunklem Eco und der infolgedessen teilweise unkontrollierbaren Wutausbrüche beschuldigt, der Verursacher des Kriegs zu sein und wird von Veger, dem ursprünglichen Vertreter des durch die Metallschädel ermordeten Herrschers Praxis, in die Wüste verbannt, um dort zu sterben. Daxter und Pecker haben sich ihm freiwillig angeschlossen. Als die drei das Bewusstsein verlieren, werden sie von Damas, dem König der Wüstenstadt Spargus City, gefunden und in seine Stadt gebracht.
Dort muss Jak Aufträge für Damas erledigen. Dabei trifft er auch die Precursormönche, die ihm sagen, dass die Welt von den Dunklen Schöpfern angegriffen wird. Außerdem lernt er Kleiver, einen Ödländer und die rechte Hand von Damas, der Jak anfangs nicht besonders mag, kennen und fährt gegen ihn Rennen, um sich dessen Respekt zu verdienen. Außerdem muss Jak in der Arena von Spargus City kämpfen, um auch bei Damas Ansehen zu gewinnen. Dabei trifft er auch Sig wieder. Als sich beide gegenseitig töten sollen, es aber nicht tun, werden sie damit bestraft, dass sie in einem Metallschädelnest, das in der Wüste liegt, alle Eier zerstören sollen. Als Jak die Wüste erforscht, entdeckt er den Tempel der Precursormönche und erhält dort im Ausgleich zu seinen dunklen Kräften die Macht über helles Eco, mit dem er sich zum Beispiel heilen kann. Außerdem beobachtet er, wie Graf Veger sich mit dem „Anführer“ der Precursormönche unterhält. Im Tempel findet er auch einen Weg durch eine stillgelegte Eco-Mine zurück nach Haven City. Als Veger Jak entdeckt, hetzt er einen Precursorroboter auf Jak und verschwindet.
Als Jak und Daxter wieder in Haven City sind, sehen sie das Ausmaß des Krieges. Die ganze Stadt ist verwüstet und Killbots und Metallschädel marschieren gemeinsam gegen Torn, Ashelin und die Freiheitsliga. Es stellt sich heraus, dass Erol, der in Teil 2 angeblich gestorben ist, noch am Leben ist und, jetzt unter dem Namen Errol, die Armee der Killbots anführt. Jak gelingt es, die Kriegsfabrik der Roboter und den Metallschädelturm zu zerstören. Errol hat jedoch einen Weg gefunden, die Technologie der dunklen Schöpfer zu missbrauchen, und kann vor Jak fliehen.
In Haven City schaffen es Jak und Daxter mithilfe von Damas, in die Katakomben zu gelangen, die in das Innere des Planeten führen, doch Damas wird von einer Bombe getroffen. Als Damas im Sterben liegt, sagt er Jak, dass dieser seinen Sohn finden soll. Sein Name sei Mar. Jak weiß, dass er den kleinen Jungen aus dem zweiten Teil meint, doch Damas stirbt, bevor Jak ihm sagen kann, dass er selbst sein Sohn ist. Plötzlich kommt Veger und fährt durch die Katakomben zu den Precursorn. Jak folgt ihm und sieht nach seiner Ankunft die Precursor. Doch Veger bedroht ihn mit einer Pistole.
Durch einen Unfall sehen Jak, Daxter und Veger, dass die Precursor genauso wie Daxter Ottsel sind. Daraufhin wird Veger auch in ein Ottsel verwandelt. Sie bitten Jak, das Schiff der Dunklen Schöpfer zu zerstören. Nachdem Jak dieses zerstört hat, flieht Errol, der sich an Bord des Schiffes befand, mit einem Roboter zurück auf die Erde. Dort tötet Jak ihn dann endgültig und rettet damit erneut die Welt.

## Jak X
Jak X ist ein actionhaltiges Rennspiel, welches 2005 erschien. Nachdem Jak und seine Freunde erfolgreich ihre Abenteuer überstanden haben, kommt eine Einladung zur Testamentseröffnung von Krew. Er war ein Mann, der für Geld alles getan hat, beziehungsweise tun ließ. In Kras-City, dem Handlungsort, treffen sie auf seine Tochter, die sie bewirtet. In einem holografischen Auftritt verkündet er, dass die Meisterschaft von Kras-City ansteht und die versammelte Mannschaft für ihn teilnehmen und siegen soll. Nachdem sie freiwillig niemals für Krew fahren würden, hat er den gereichten Wein vergiftet. Das Gegenmittel bekommen sie nur für den Meisterschaftspokal. Im Laufe des Spiels gibt es, wie in den Vorgängern, einige Zwischensequenzen, die die Handlung vorantreiben.

## Daxter
Daxter erschien 2006 für die PlayStation Portable und wurde von Ready At Dawn entwickelt. In dem Jump ’n’ Run übernimmt Jaks Sidekick Daxter die Hauptrolle. Die Geschichte spannt den Bogen zwischen den ersten beiden Teilen und erzählt, was Daxter in den zwei Jahren der Trennung tat und wie er Jak aus dem Gefängnis befreite.

## Jak and Daxter: The Lost Frontier
Im April 2009 wurde offiziell bestätigt, dass noch ein Jak-and-Daxter-Spiel mit dem Titel Jak and Daxter: The Lost Frontier für PlayStation 2 und PSP erscheinen wird. Es erschien am 20. November 2009. Dieser Teil der Serie wurde nicht, wie zuvor, von Naughty Dog, sondern von High Impact Games entwickelt.

## Jak and Daxter HD Collection
Jak und Daxter HD Collection für die PlayStation 3 und PlayStation Vita beinhaltet die ersten drei Jak-Spiele. Alle drei Spiele sind auf der PlayStation 3  in HD (720p) auf einer Blu-ray Disc enthalten. Außerdem gibt es eine 3D-Funktion (stereoskopisches 3D). Als neues Feature sind zusätzliche Trophäen zu sammeln, die weitere Spielinhalte freischalten.
Die Handheld-Konsole PlayStation Vita hat nur eine Bildauflösung von 960 × 544 Pixeln. Die Bezeichnung „HD-Collection“ ist somit irreführend.

## Die Jak and Daxter Collection
Die Jak and Daxter Collection für die PlayStation 4 beinhaltet die ersten drei Jak-Spiele sowie Jak X. Die Spiele werden in einem internen Emulator abgespielt und sind auf Full HD (1080p) hochskaliert. Ebenso gibt es Trophäen und eine Platin-Trophäe für den Abschluss aller Erfolge.

Die Collection erschien am 6. Dezember 2017 und ist nur digital im PlayStation Store erhältlich.